# Globospongicola
Globospongicola is een geslacht van kreeftachtigen uit de klasse van de Malacostraca (hogere kreeftachtigen).

## Soorten
- Globospongicola jiaolongi Jiang, Kou & Li, 2015
- Globospongicola nudibranchus Komai & Saito, 2006
- Globospongicola spinulatus Komai & Saito, 2006